# Dirk Hendrik Ezerman
Dirk Hendrik Ezerman (Alkmaar, 23 september 1840 – Zierikzee, 20 juli 1894) was een Nederlands organist en dirigent.

## Leven
Hij was zoon van organist en muziekmeester Jan Hendrik Anthonie Ezerman en Catharina Sophia Windgetter. Broer Willem Ezerman werd eveneens organist. Hijzelf trouwde met Maria Wilhelmina Pasman. Ezerman was lid van de Vrijmetselarij. Hij overleed na een lang ziekbed.
Zijn muziekopleiding kreeg hij van zijn vader, organist in de Grote Kerk in Alkmaar. Al op jonge leeftijd vertrok hij naar Zierikzee om er vanaf 11 april 1859 beiaardier te worden van de Hervormde gemeente aldaar. Hij gaf er tevens pianolessen. Hij kon zijn werkzaamheden nog uitbreiden toen Albert Kwast daar in 1874 vertrok. Ezerman ging aan de slag als kapelmeester van het muziekkorps van de plaatselijke schutterij en muziekvereniging Kunst en Eer, werd stadsmuziekdirecteur, dirigent van het plaatselijk koor en directeur van de muziekschool.
Van zijn hand verscheen ook een compositie, een Turnmarsch voor piano bij Muziekuitgeverij A.A. Noske.

## Familie
Zoon Dirk Hendrik (1880-1928), cellist, kreeg zijn muziekopleiding van zijn vader en aan het Amsterdams Conservatorium (Isaac Mossel) en piano van Frans Coenen. Hij speelde enige tijd in het Concertgebouworkest). Hij werd daar weggekaapt door het Philadelphia Orchestra van Fritz Scheel, hij was daar cellist voor het seizoen 1901-1902. Vanaf dan wijdde hij zich aan het lesgeven op piano aan het plaatselijk conservatorium en was ook vicevoorzitter van Philadelphia Music Academy. Onder zijn leerlingen bevonden zich componisten Marc Blitzstein en Joe Myrow. Na zijn dood als gevolg van een verkeersongeluk werd de leidinggevende functie overgenomen door zijn vrouw Maria en zoon Willem Ezerman.
Willen Ezerman was eveneens cellist en ook cellist van het Philadelphia Orchestra. Hij trouwde met celliste Elsa Hilger, een van de eerste vrouwelijke leden van dat orkest. Dat echtpaar zou ook voor langere tijd les en leiding geven aan genoemde muziekschool. Hun zoon Alexander Ezerman werd ook cellist en diens zoon, ook Alexander Ezerman, werd ook cellist.